# Canim Lake Indian Reserve 1
Canim Lake Indian Reserve 1, indijanski rezervat u Britanskoj Kolumbiji, Kanada, utemeljen 10. srpnja 1887. za Indijance Canim Lake (Tsq'escenemc), jednu od skupina Shuswapa, porodica salishan. Nalazi se zapadno od jezera Canim Lake i južno od jezera Bobbs i prostire na 1780.70 hektara. Na rezervatu se nalazi glavno naselje Canim Lake.